# Franco Bignotti
Franco Bignotti (1930-1991) est un auteur de bande dessinée italien. 
Dessinateur réaliste prolifique, il a réalisé entre 1956 et 1986 des milliers de planches pour Bonelli, la principale maison d'édition italienne de bande dessinée grand public.

## Biographie
Formé à l'Académie de Brera à Milan, il commence sa carrière comme illustrateur de livres pour enfants (éditions Carrioccio) et d'ouvrages scolaires (éditions Centauro).